# キャスリーン・チャルファント
キャスリーン・チャルファント（Kathleen Chalfant、1945年1月14日 - ）は、アメリカ合衆国の女優。

## 出演作品
- オールド
- ハウス・オブ・カード 野望の階段（マーガレット・ティルデン）
- マーシー・ホスピタル
- ジョージア・オキーフ　～愛と創作の日々～
- デュプリシティ 〜スパイは、スパイに嘘をつく〜（パム）
- LAW & ORDER　ロー＆オーダーシーズン19
- パーフェクト・ストレンジャー
- LAW & ORDER　クリミナル・インテントシーズン6
- LAW & ORDER： 性犯罪特捜班シーズン8
- ブルース・イン・ニューヨーク
- マイスーツ、マイライフ
- 愛についてのキンゼイ・レポート
- LAW & ORDER　ロー＆オーダーシーズン14
- 堕ちた弁護士 -ニック・フォーリン-シーズン3（ローリー・ソルト）
- 堕ちた弁護士 -ニック・フォーリン-シーズン2（ローリー・ソルト）
- 堕ちた弁護士 -ニック・フォーリン-（ローリー・ソルト）
- LAW & ORDER　クリミナル・インテント
- 息子と父の部屋
- LAW & ORDER　ロー＆オーダーシーズン11
- LAW & ORDER： 性犯罪特捜班シーズン2
- CIAの男
- ラスト・デイズ・オブ・ディスコ
- スピン・シティ
- ボブ★ロバーツ／陰謀が生んだ英雄
- アウト・オブ・レイン
- ミス・ファイヤークラッカー
- ファイブ・コーナーズ／危険な天使たち